# フィナンシャル・タイムズ
『フィナンシャル・タイムズ』（英語: The Financial Times (FT)）は、イギリスで発行されている経済紙である。紙の色がサーモンピンクであることから、「ピンク・アン」 (Pink 'Un) とも呼ばれる。出版社などを傘下に持つイギリスの複合メディア企業ピアソンの傘下にあったが、2015年（平成27年）11月30日から日本経済新聞社傘下となった。世界の企業の時価総額をランキングするフィナンシャル・タイムズ・グローバル500を2015年まで発表していた。
本社はロンドンにある。2019年に、サザーク区内から1980年代まで本社機能が置かれていたシティに戻った。また、発行部数はイギリス国外の方が多い。
「ファイナンシャルタイムズ」、「ファイナンシャル・タイムズ」の表記も見られる。

## 歴史
1888年1月9日、資本家で政治家だったホレイショ・ボトムリーによって『London Financial Guide』として創刊された。1か月余り経った同年2月13日に名を変え、現在の『The Financial Times』となった。「正直な資本家と上品なブローカーの友」を謳い文句に、4ページの構成で発行されていた。その通り初期のFTはシティの金融関係者が主な読者層だった。
同時期、ロンドンではFTよりわずかに早く1884年、『Financial News』という金融情報紙が創刊されていた。『Financial News』は斬新かつ大胆な切り口の報道で知られ、これに対抗すべくFTは正確で信頼性のある「投資家のバイブル」を掲げ差別化を図った。現在はすっかり定着したサーモンピンクの紙面も、この差別化の一環として導入されたものである。
競合関係にあった2紙だが、1945年に合併し、名前には購買者数で先行していたFTが残った。一方で『Financial News』の多彩な執筆陣も加わることとなり、ここで構成は6ページとなった。年を追って読者は増え、かつ多様になり、それに連れて扱うニュースの幅も広がっていった。経済のグローバリゼーションを反映して、世界各国の大都市への記者派遣・駐在を進めていった。
1979年、フランクフルトで初の国外版FTが印刷される。これ以降は単なるイギリスの新聞に留まらない国際的な経済紙としての性格を強め、現在は全世界22都市で発行されている。また、イギリス版の他に国際版として、ヨーロッパ版・アメリカ版・アジア版の3つの紙面が各地で発行されている。
特にヨーロッパ・ユーロ圏では初期からの取材拠点整備の結果、高い情報力とそれに伴う信頼を得ており、欧州連合以下各国の政府機関や企業からも主要な情報源として活用されている。
アメリカ版は1997年から発行されているもので、ニューヨーク・シカゴ・ロサンゼルス・サンフランシスコ・ダラス・アトランタ・オーランドと首都ワシントンD.C.で印刷されている。年間発行部数は125,104部（2005年）。
2000年にはイギリスの新聞としては初めて、国内発行部数と海外発行部数が逆転した。同年からドイツ語版を発行しており、発行部数は9万部（2003年）。全世界での総発行部数は年間45万部、140か国に160万人の読者を抱える。
2015年11月30日、日本経済新聞社が当初の親会社ピアソンから1600億円で買収。
2019年4月1日、電子版を含んだ有料購読者数が100万に達したと発表した。
2019年11月12日、2020年1月1日に14年ぶりに編集長が交代し、後任として初の女性を起用する人事を発表した。

## 紙面
紙面は大きく分けて2つ、前半は国内・海外の社会や政治関係のニュース、後半は経済関係のニュースを掲載する。やはり後半の経済・金融・企業や市場関連のニュースは特に取り扱いが厚い。一方で国際報道も広く手がけ、在籍する475人の記者のうち110人は海外駐在である。
政治的には表向きは中道であり、欧州連合の拡大については肯定的な見方を示している。ただ、同じ経済紙のカテゴリーでは、グローバル資本主義や新自由主義を積極的に唱えるウォール・ストリート・ジャーナルに比べても左派寄りである。
マーガレット・サッチャー政権時代にはその主要な支持メディアであったが、近年は明確に労働党寄りになってきている。

## FTグループ
FTの親会社であるピアソンは週刊経済誌『エコノミスト』の株式も保有していたが、FTと同時期に売却交渉を進め、2015年（平成27年）8月に交渉がまとまって同誌は独立を果たした。
フランスの経済紙『レ・ゼコー』を子会社に置き、ロシアの『ヴェドモスチ』紙と合弁事業を設立している。
ロンドン証券取引所の株価指数はFTSE 100と呼ばれ、FTSE社によって算出されているが、これはもともとFTとロンドン証券取引所 (London Stock Exchange) の共同出資によって設立されたものだった。1995年に保有するFTSE株式を手放し、現在FTSEは独立企業となっている。

## 不祥事
- 英語版の新聞の経済面で、NTTの株価が18か月にわたり、重複して記載されていた[12]。

### 化石燃料の宣伝広告
ザ・インターセプト、ネイション、DeSmogの共同調査で、フィナンシャル・タイムズは化石燃料業界の宣伝広告を掲載している大手メディアの1社であることが判明している。フィナンシャル・タイムズの気候変動報道を担当するジャーナリストは、気候変動を引き起こし、対策を妨害した企業・業界との利益相反により、気候変動に関する報道の信頼性が低下し、読者が気候危機を軽視するようになることを懸念している。